# Parodia maassii
A Parodia maassii a szegfűvirágúak (Caryophyllales) rendjébe, ezen belül a kaktuszfélék (Cactaceae) családjába tartozó faj.

## Előfordulása
A Parodia maassii előfordulási területe Dél-Amerikában van. Bolíviától kezdve Argentína északnyugati részéig található meg.

## Képek

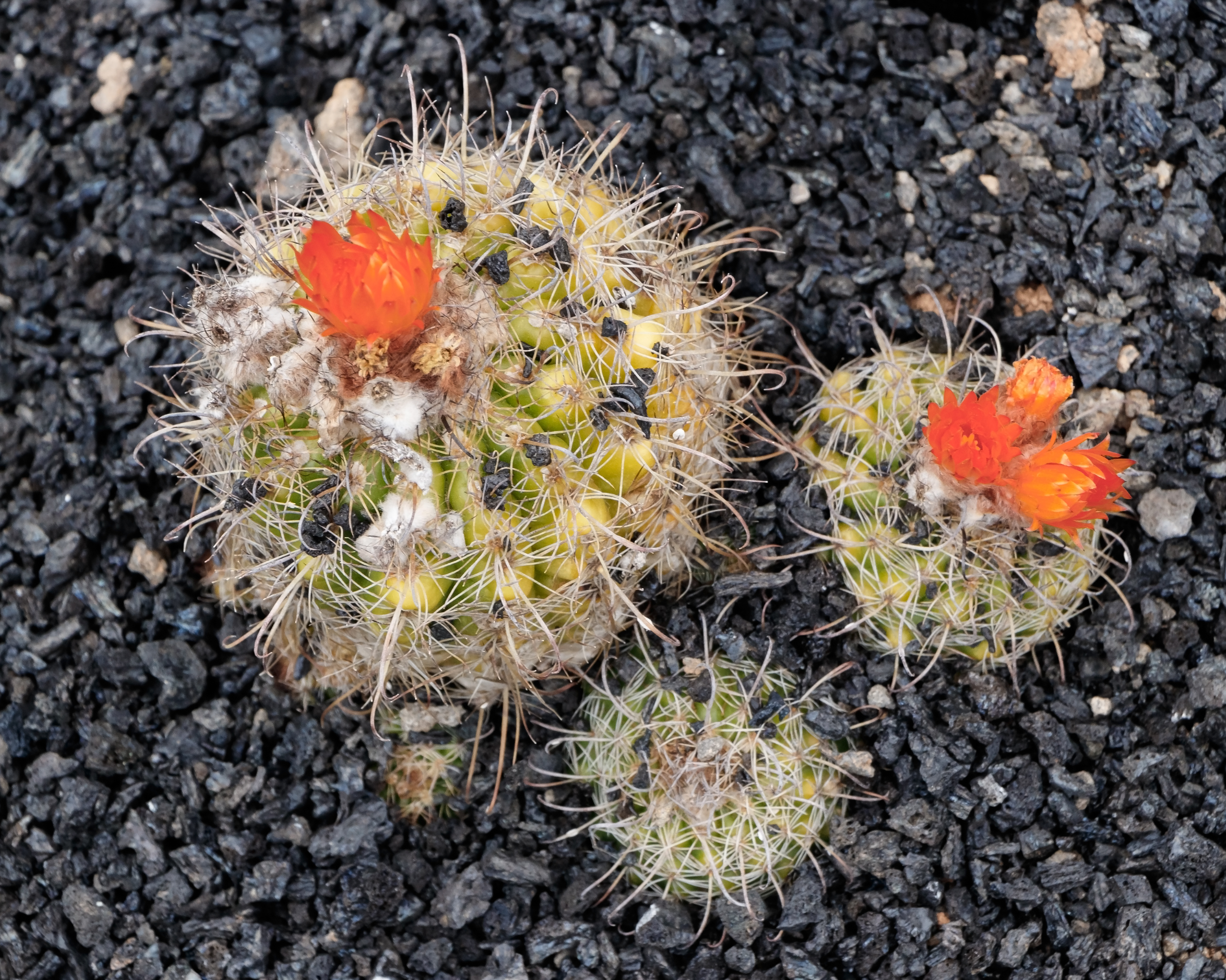
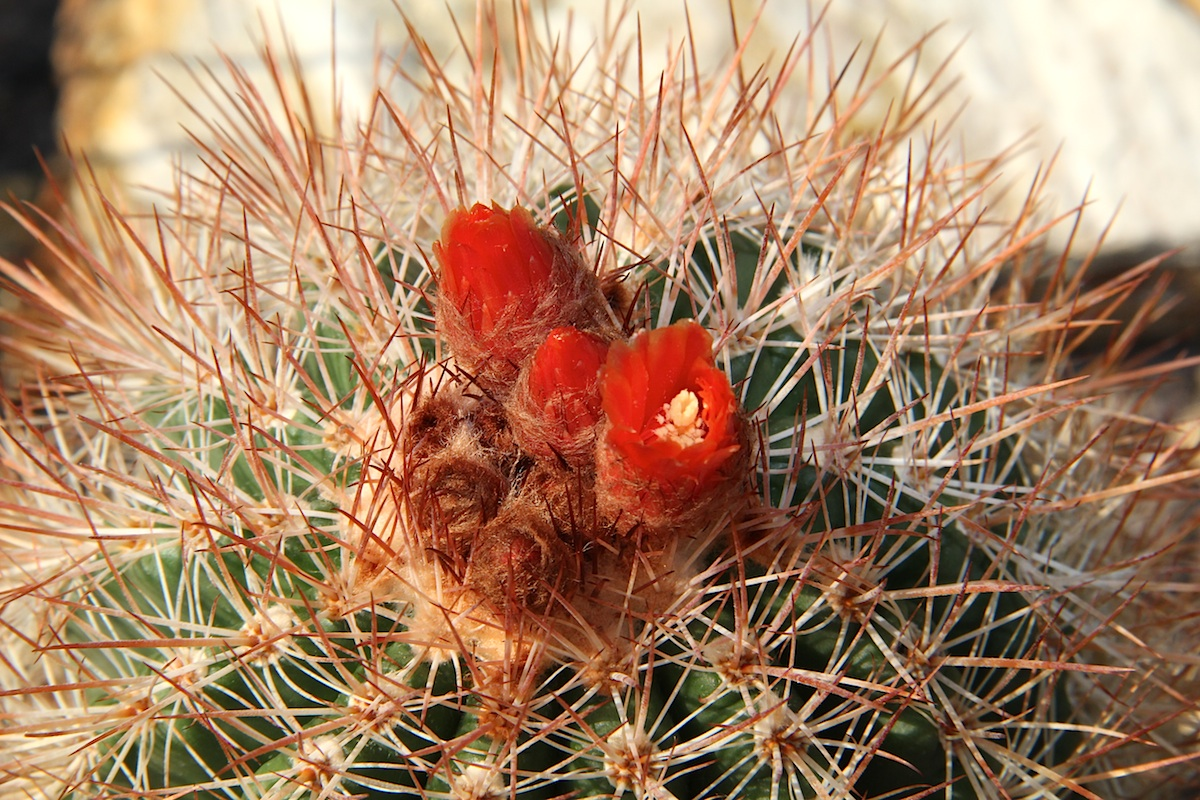
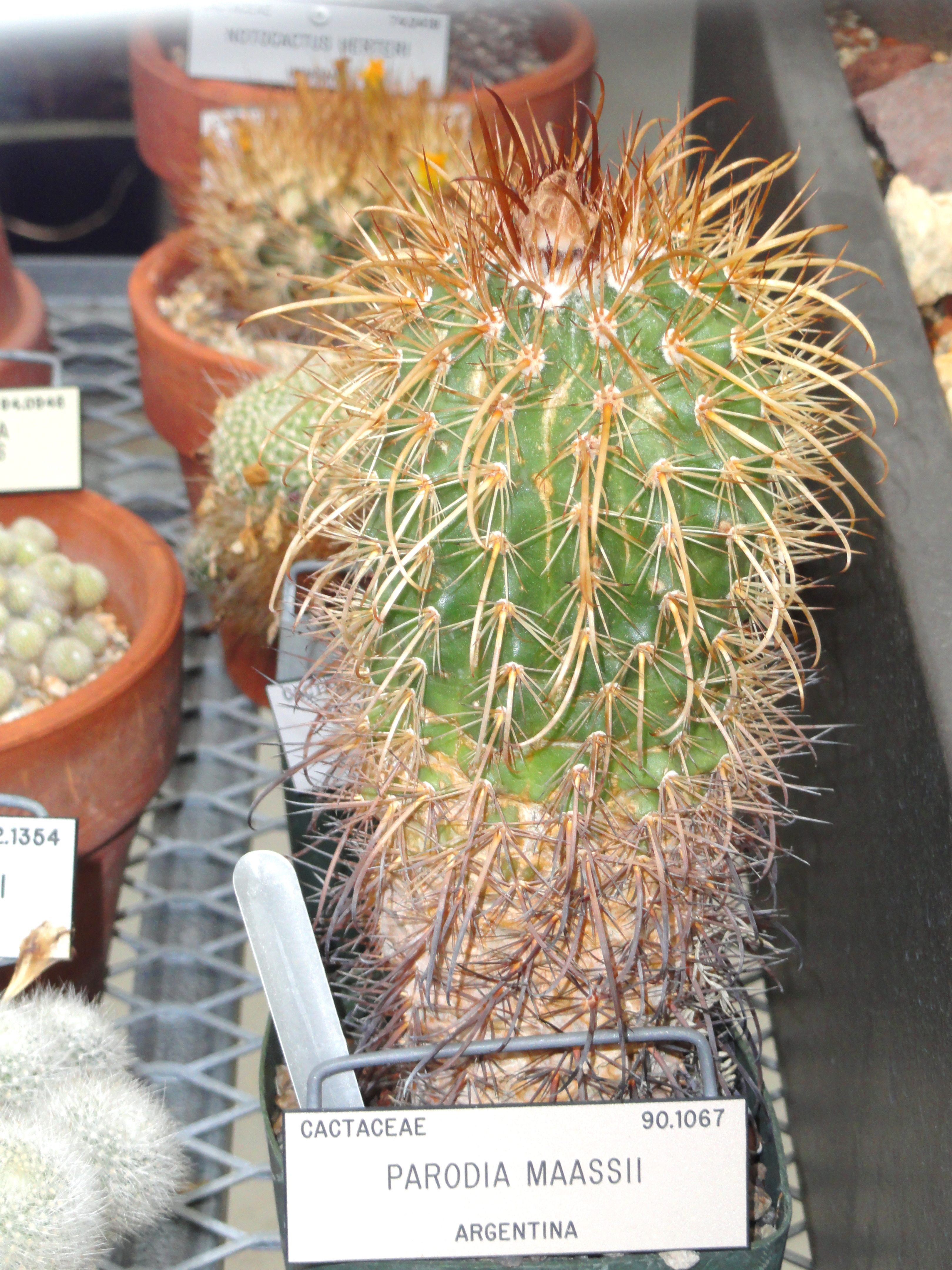